# Hóa nhầy

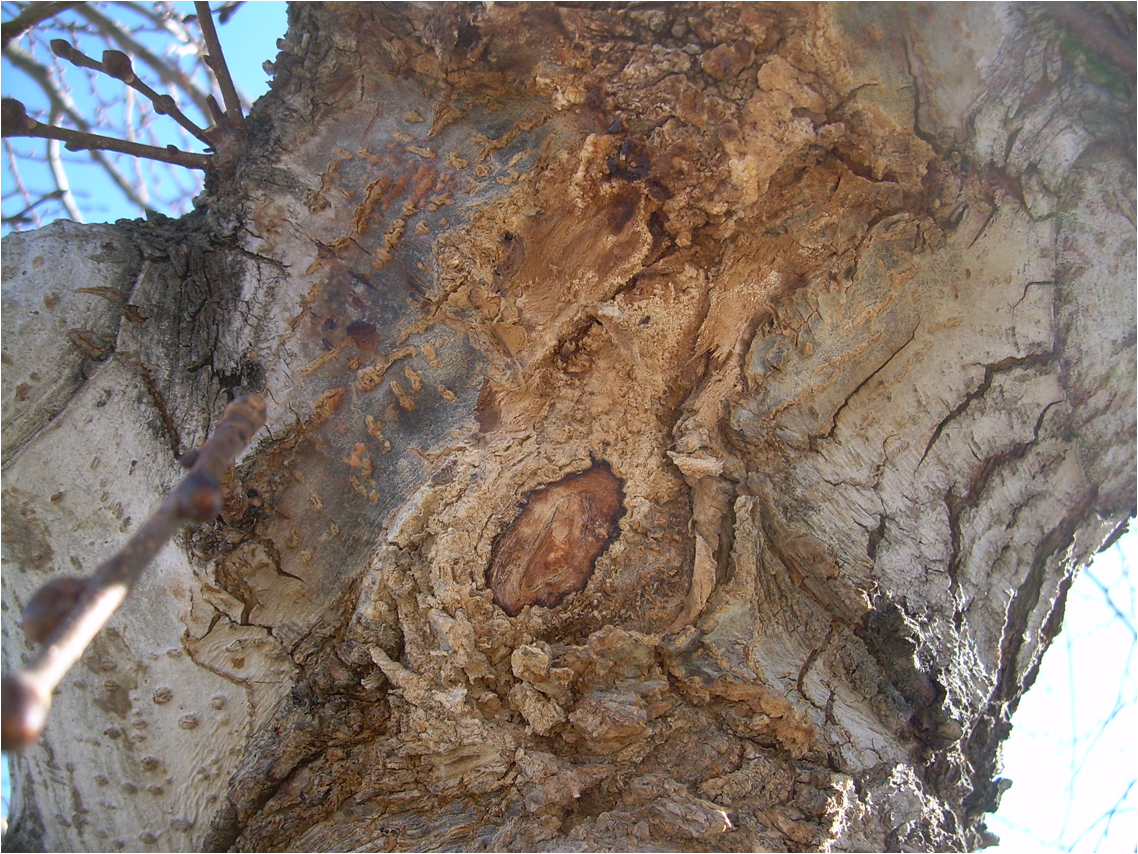

Hóa nhầy là tên của một loại bệnh do vi khuẩn gây ra trên những loại cây thân gỗ. Chúng chủ yếu là những loại cây như cây đu, cây dương, cây bạch dương, sồi, cây dương lá rung, cây tần bì, dâu tằm và một số loài cây không có quả. Vết thương trên vỏ cây do con người, côn trùng, hay bị nứt làm cho nhựa cây rỉ ra từ miệng vết thương. Khi ấy, vi khuẩn sẽ tiết ra chất độc làm cho nhựa cây có màu tối đi và tiếp đến là màu đen ở miệng vết thương. Cuối cùng, phần nhựa cây này sủi bọt và có mùi khó chịu. Phần nhựa này trở nên độc hại đối với vỏ cây và dần dần ăn vào bên trong cây. Ngoài ra, nó còn thu hút những loại côn trùng như ruồi, kiến và giòi.

## Điều trị
Hiện không có cách chữa nhưng có thể phòng bệnh. Bởi vì vỏ cây cũng tương tự như da, khi cây bị thương cần sát trùng bằng cồn hoặc thuốc tẩy gia dụng (theo tỉ lệ 1 phần nước tẩy, 9 phần nước sạch). Khi nhựa rỉ ra cần lau sạch để tránh bị lên men và thu hút côn trùng. Với những phương pháp chữa trị hiện tại thì chúng có thể sống sót. Trong rừng, cần giảm làm cho cây bị thương đến mức tối thiểu để hạn chế bệnh này lan rộng. Còn ở thành thị, ta cần chăm sóc chúng bằng việc tưới nước đầy đủ, phủ phân ở gốc và bón phân định kì và điều quan trọng nhất là giảm thiểu các vết thương đến mứic tối đa. Ở những cây bị nhiễm bệnh thì có thể loại bỏ phần vỏ cây để giảm thiểu thiệt hại.